# Xàlgakov
Xàlgakov (en rus: Шалгаков) és un poble (un khútor) de l'óblast de Rostov, a Rússia, segons el cens del 2010 tenia 138 habitants, pertany al municipi de Gúndorovski.